# Ilse Straeter
Ilse Straeter (* 28. September 1947 in Bottrop) ist eine deutsche Malerin und Grafikerin. Sie lebt in Essen.

## Leben
Straeter absolvierte an der Folkwangschule für Gestaltung in Essen ein Studium des Grafik-Design (Werbegrafik), das sie 1970 abschloss. Danach arbeitete sie 16 Jahre lang in einer Essener Werbeagentur als Grafikerin, zuletzt als Atelierleiterin und Prokuristin. 1969 heiratete sie den Autor Ulrich Straeter, dessen Reisebücher sie mit Illustrationen versah.
Von 1978 bis 1996 war sie Mitglied des Werkkreises Literatur und Grafik der Arbeitswelt. Als Grafikbeauftragte war sie mehrere Jahre lang mit Gaby Röhrer (Berlin) zusammen bundesweit für den Werkkreis tätig. Außerdem gestaltete sie zahlreiche Titelgrafiken des Werkkreises für die Buchreihe beim Fischer Taschenbuch Verlag und erstellte Illustrationen für die zehn Jahre lang erscheinende Seite der Werkstatt Dortmund des Werkkreises in der Westdeutschen Allgemeinen Zeitung.
Ab 1988 begann sie mit Ausstellungen im In- und Ausland, die sie vom Ruhrgebiet (Zeche Zollverein, Ballettzentrum Westfalen Dortmund u. a.) über Städte in Nordrhein-Westfalen (tanzhaus nrw düsseldorf, Städtische Bühnen Münster, Kunstmuseum Soest, Quadrat Bottrop u. a.) bis zur Nordseeinsel Juist, nach Holland und nach Südfrankreich führten.
Als Höhepunkt ihres Schaffens kann die Erstellung einer fünfteiligen Skulptur mit lebensgroßen Tänzerinnen und Tänzern aus Edelstahl gelten, die sich im Wind drehen können. Dieses Kunstwerk wurde als Local-Hero-Projekt im Rahmen der RUHR.2010 – Kulturhauptstadt Europas an der Ruhrbrücke in Essen-Werden, in Sichtweite der Folkwangschule aufgestellt, die nach eigener Darstellung als „Wiege des Ausdruckstanzes“ gilt.

## Werke
- Reise-Bilder/Reisen bildet, Aquarelle, mit Texten von Ulrich Straeter, Verlag Schwarze Kunst.  Hamburg 1988
- Freizeit fatal. Volksblatt Verlag. Köln 1989, ISBN 3-923243-48-0
- Schottland schaurig schön. Essen 1999, ISBN 3-929219-09-3
- Ilse Straeter unterwegs. Essen 2001, ISBN 3-929219-13-1
- Ein Karpfen der träumt. Essen 2002, ISBN 3-929219-17-4
- TanzScription, Bilder und Fahnen vom Tanz, ARKA Verlag. Essen 2003, ISBN 3-929219-19-0
- Bittersüßer Aperitif – Reisenotizen aus Südfrankreich. Essen 2005, ISBN 3-929219-21-2
- In Irland. Essen 2008, ISBN 978-3-929219-27-2
- Kunst am Radweg in Ruhrgebietchen – was deine Kinder an dir lieben und was nicht. Verlag Henselowsky Boschmann, Bottrop 2018. ISBN 978-3-942094-80-1

## Auszeichnungen
- 2002: Verleihung des Rheinlandtalers für Kunst und Kultur des Landschaftsverbandes Rheinland, zusammen mit Ulrich Straeter